# Althepus stonei
Althepus stonei là một loài nhện trong họ Ochyroceratidae. Loài này phân bố ở Thailand.